# Тракиец
Тракиец (болг. Тракиец) — село в Болгарии. Находится в Хасковской области, входит в общину Хасково. Население составляет 713 человек.
Тракиец от болг. Тракия, что означает Фракия. Прежнее название села — Елехча.

## Политическая ситуация
В местном кметстве Тракиец, в состав которого входит Тракиец, должность кмета (старосты) исполняет Красимир Димов Бойчев (коалиция партий: партия «Родина», демократический союз «Радикалы») по результатам выборов правления кметства.
Кмет (мэр) общины Хасково — Георги Иванов Иванов (коалиция партий: партия «Родина», демократический союз «Радикалы») по результатам выборов в правление общины.